# Sonata para piano n.º 30 (Beethoven)

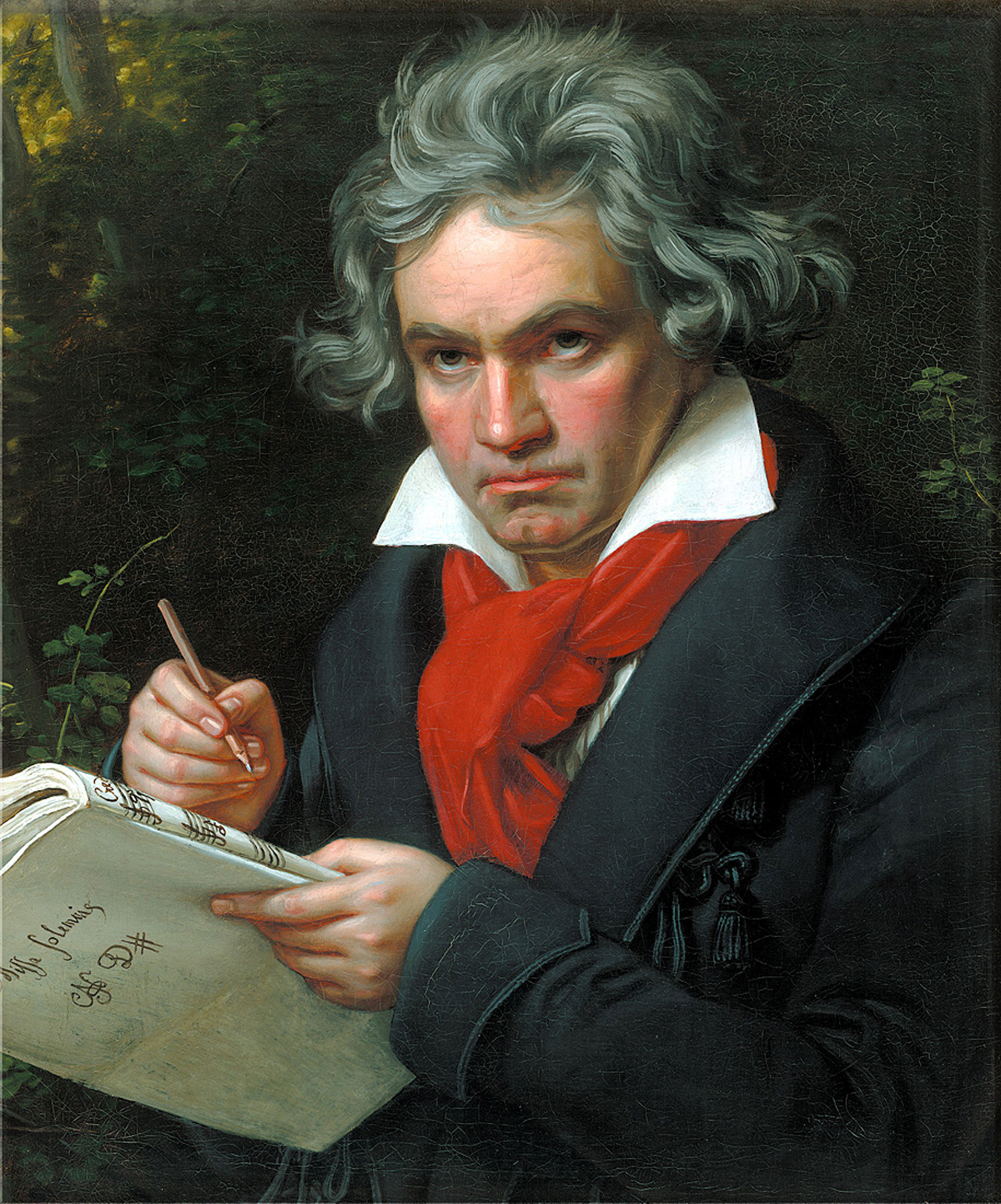
Beethoven en 1820.

La sonata para piano n.º 30 en mi mayor, Op. 109 fue compuesta por Ludwig van Beethoven entre 1820 y 1822. La partitura está dedicada a Maximiliane Brentano, hija de Franz y Antonie Brentano. Se trata de la primera del grupo de las tres últimas sonatas para piano escritas por el compositor.

## Historia

### Composición

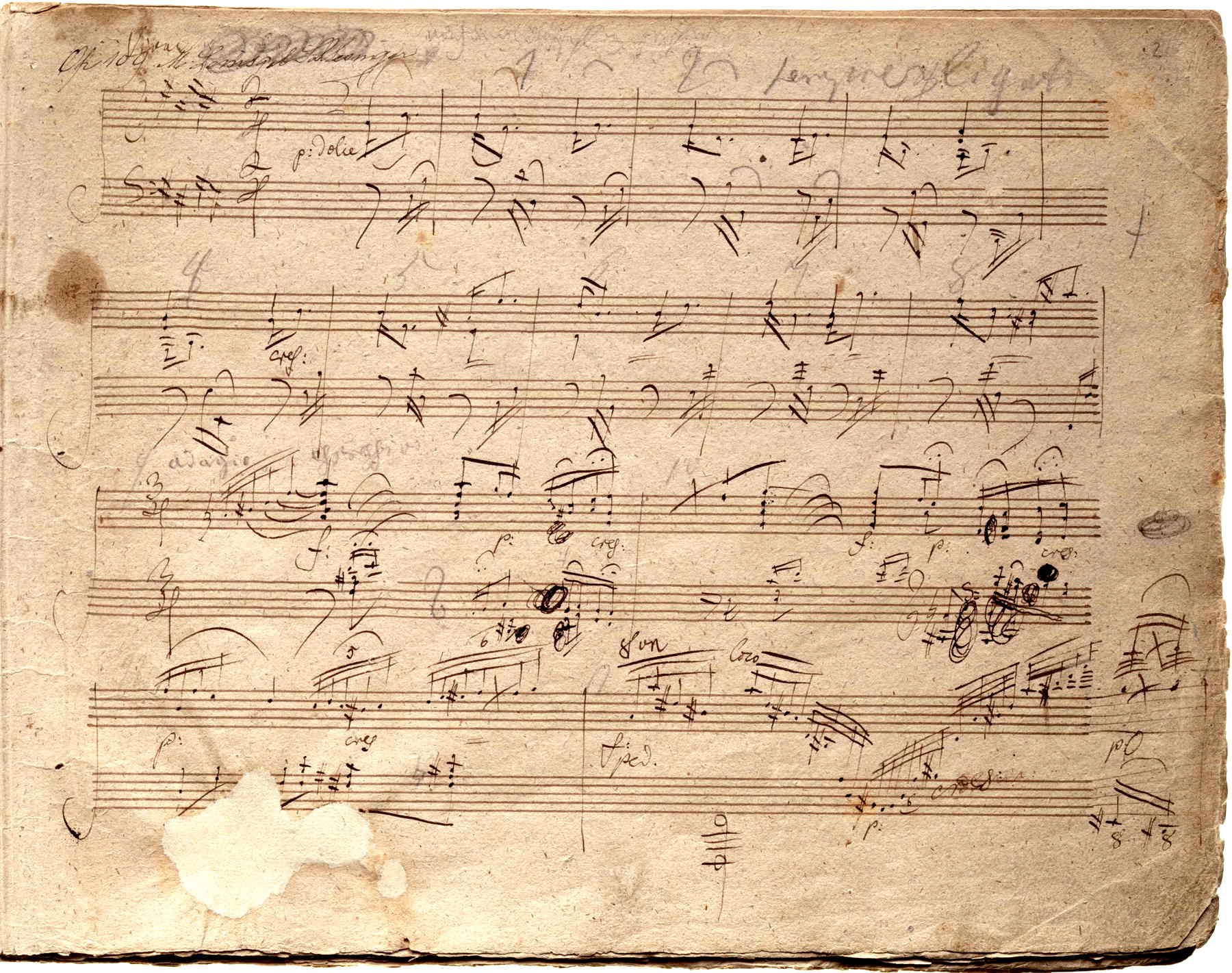
Manuscrito del Op. 109 (inicio del primer movimiento).

En el verano de 1819 Adolf Martin Schlesinger, de la editorial musical Schlesinger de Berlín, envió a su hijo Maurice a conocer a Beethoven para entablar relaciones comerciales con el compositor. Se conocieron en otoño de ese año en Mödling donde Maurice dejó una impresión favorable en Ludwig. Tras algunas negociaciones por carta y a pesar de los reparos de la editorial a que el compositor conservara los derechos de publicación en Inglaterra y Escocia, Schlesinger padre acordó la compra de 25 canciones por 60 ducados y tres sonatas para piano por 90 ducados en abril de 1820. Si bien, el compositor en un principio pidió una suma de 120 ducados por las tres sonatas. En mayo de 1820 el maestro alemán accedió, las canciones (Op. 108) ya estaban finalizadas, y se comprometió a entregar las sonatas en un plazo de tres meses. Estas tres piezas son las que hoy se conocen como Op. 109, Op. 110 y Op. 111; y son las últimas sonatas para piano escritas por Beethoven. En aquella época la producción del maestro había disminuido considerablemente, quizá debido a su sordera y a las decepciones de su vida. Las únicas obras completas del periodo entre 1820 y 1823 son las tres últimas sonatas para piano, la Missa Solemnis y la Novena Sinfonía. Tras la Sonata Hammerklavier, el maestro alemán vuelve a una escala más reducida y a un carácter más íntimo.
La composición del Op. 109 se desarrolló entre 1820 y 1822. Había comenzado a trabajar en la sonata Op. 109 en la primavera de 1820. A lo largo de todo el año comunicó en repetidas ocasiones a Schlesinger que estaba trabajando sin interrupción y que pronto le entregaría las piezas. No se ha establecido de forma concluyente si Beethoven terminó la sonata en otoño de 1820 o en 1821. En cartas al editor de 1820, ya hablaba de "Fertigstellung" (finalización); pero no está claro si se refería a conceptos, borradores o una copia que ya pudiera despacharse. Después se dedicó a las Bagatelas Op. 119 y a la Missa Solemnis, Op. 123 (que debería haber terminado en marzo de 1820), descuidando así las otras dos sonatas. En marzo de 1821 Beethoven volvió a prometer a Schlesinger una pronta entrega de las dos sonatas restantes y achacó el retraso a su mala salud. Pero ni siquiera había empezado a trabajar en ellas. Es cierto que hubo cuestiones de salud que le impidieron trabajar: sufrió ataques de reuma en el invierno de 1820 y una grave ictericia en el verano de 1821.
La correspondencia muestra que la Op. 110 aún no estaba lista a mediados de diciembre de 1821 y la partitura autógrafa finalizada lleva la fecha del 25 de diciembre de 1821. Es de suponer que la sonata fue entregada poco después, ya que Beethoven recibió 30 ducados por esta sonata en enero de 1822. Según los bocetos, empezó a trabajar en la Op. 110 en el verano del mismo año y en otoño se centró en la Op. 111. Ambas sonatas se solapan en los cuadernos de bocetos.

### Publicación
La primera publicación de la Op. 109 fue llevada a cabo por Schlesinger en noviembre de 1821 en Berlín. La edición contenía muchos errores porque Beethoven había enviado a Schlesinger la partitura autógrafa que era difícil de leer, en lugar de una copia fiel, y una enfermedad le impidió realizar una corrección adecuada de las impresiones.
La primera edición del Op. 110 no planteó dificultades. La sonata fue terminada el 25 de diciembre de 1821, la envió a Berlín dos semanas más tarde y se publicó en julio de 1822. En la primavera de 1822 finalizó el Op. 111. En comparación con la anterior, esta última sonata tuvo un periodo de corrección e impresión bastante largo. El compositor insistió en recibir una serie de impresiones de prueba, que no envió de vuelta antes de febrero de 1823. La primera publicación del Op. 111 fue llevada a cabo por Maurice Schlesinger en abril de 1823 en París y por su padre en Berlín un mes más tarde. Pero esta edición contenía tantos errores que Beethoven ordenó airadamente al editor vienés Anton Diabelli que publicara una edición corregida.
La partitura se publicó sin dedicatoria, aunque existen evidencias de que Beethoven tenía la intención de dedicar las Op. 110 y Op. 111 a Antonie Brentano.
En febrero de 1823 Beethoven envió una carta al compositor Ferdinand Ries asentado en Londres, en la que le informaba de que le había enviado los manuscritos de las Op. 110 y 111 para que organizara su publicación en Gran Bretaña. Ludwig indicó que, aunque la Op. 110 ya estaba disponible en Londres, la edición contenía errores que serían corregidos en la nueva edición. Ries convenció a Muzio Clementi para que adquiriera los derechos para publicar ambas sonatas en Gran Bretaña y Clementi las publicó en Londres ese mismo año.

### Primeras interpretaciones
Los primeros pianistas que se dedicaron a dar a conocer al público las últimas sonatas de Beethoven, incluida la Op. 109, fueron Franz Liszt, que las incluyó regularmente en sus programas entre 1830 y 1840, y Hans von Bülow, que llegó a incluir varias de las últimas sonatas en una misma velada.

## Estructura y análisis
La sonata consta de tres movimientos:
- I. Vivace ma non troppo – Adagio espressivo – Tempo I, en mi mayor 2
4
- II. Prestissimo, en mi menor 6
8
- III. Gesangvoll, mit innigster Empfindung (Andante, molto cantabile ed espressivo), en mi mayor 3
4

La interpretación de esta obra dura aproximadamente 20 minutos. La obra se caracteriza por un enfoque libre y novedoso de la forma sonata tradicional. Al igual que el Op. 110 y el Op. 111, presenta varias características notables, como la utilización de estructuras armónicas ricas, contrapuntos intrincados, la adherencia estricta a las formas clásicas y el desplazamiento del centro de gravedad de la obra hacia el último movimiento, en tiempo moderado y de mayor extensión que el resto.

### I.Vivace ma non troppo - Adagio espressivo - Tempo I
El primer movimiento, Vivace ma non troppo, está escrito en la tonalidad de mi mayor, en compás de 2/4 y sigue la forma sonata-allegro. Es sorprendentemente breve: dura entre 3 y 4 minutos. Su estructura es casi única: se abre con el tema marcado Vivace ma non troppo que casi inmediatamente se ralentiza a un Adagio espressivo. Después los dos tempi y expresiones contrastantes se alternan. Scarlatti y Mozart habían usado un esquema así antes, pero nunca de una manera tan audaz e innovadora. En la superficie este breve movimiento tiene una cualidad serena, casi angelical, pero, como muchas otras obras escritas durante este período, la superficie de la composición es simplemente una dimensión entre muchas. De hecho, nada en esta sonata es unidimensional. Por ejemplo, el ambiente tenue y brillantemente iluminado que sugiere el inicio de las obras finalmente lleva al oyente a secciones donde la narración se ralentiza, conjurando sombras oscuras que insinúan sentimientos de añoranza y duda.

### II.Prestissimo
El segundo movimiento, Prestissimo, está en mi menor, en compás de 6/8 y responde a la forma sonata. Sigue al primero sin que haya finalizado su último acorde, un proceso similar al empleado antes por el compositor, por ejemplo, para ligar el segundo y tercer movimiento en su Sonata n.º 13. Aunque responde a la forma sonata, presenta el carácter de un scherzo y pasajes contrapuntísticos. Por su forma de sonata, sería típico de un primer movimiento de Beethoven si no fuera por su sucinto desarrollo y su extrema brevedad. Hay dos grupos temáticos, con el primero encabezado por un tema asertivo que sugiere más que vagamente el estilo pianístico de Robert Schumann. El segundo tema, más apagado al principio, genera tensión y energía a medida que avanza. Tras un conciso desarrollo, una interesante repetición conduce a una escueta coda.

### III.Gesangvoll, mit innigster Empfindung (Andante, molto cantabile ed espressivo)
El tercer y último movimiento lleva la indicación Gesangvoll, mit innigster Empfindung (Andante, molto cantabile ed espressivo), retoma la tonalidad inicial, el compás es 3/4 y adopta la forma de un tema con seis variaciones. El Finale dura el doble que los dos movimientos previos juntos. El tema principal es Andante molto cantabile ed espressivo. Su melodía es hermosa con un estilo que apunta al Romanticismo, entonces en ciernes. Es tranquila pero melancólica, complaciente pero valiente. Algunas de las seis variaciones generan otras variaciones, bien a través del desarrollo (tercera variación), bien como resultado de una disposición en dos niveles (segunda variación). Aunque el Finale contiene numerosos momentos animados, predomina un tempo de lento a moderado y, por lo general, apagado, que va ganando en confianza conforme avanza la narración. La velocidad y el virtuosismo aumentan al subdividir progresivamente los compases. Termina con el tema principal tocado lenta y serenamente. Aunque el cierre sugiere una cierta resolución pacífica de las luchas y conflictos de la vida, también revela un sentimiento de resignación libre de todo conflicto y temor.